# Хотылув
Хотылув (пол. Chotyłów) — деревня в Бяльском повете Люблинского воеводства Польши. Входит в состав гмины Пищац. Находится примерно в 17 км к востоку от центра города Бяла-Подляска на реке Лютня, на маршруте открытой в 1867 году железнодорожной линии Варшава-Брест, являющейся частью маршрута Берлин-Варшава-Москва. В 5 км к северу от Хотилова проходит Европейский маршрут E30 (национальная дорога 2). По данным переписи 2011 года, в деревне проживал 941 человек, это второй по величине населённый пункт гмины Пищац.
В 1975—1998 годах деревня входила в состав Бяльскоподляского воеводства.
Верующие Римско-католической церкви принадлежат к приходу Воздвижения Святого Креста в Пищаке.

## История
С XVIII века фольварк принадлежал киевскому ключу (ключ — административно-территориальная единица в Речи Посполитой). Географический словарь Царства Польского указывает Хотылув как фольварк в Бяльском повете гмины Пищац. В конце XIX века в нём насчитывалось 13 домов и 137 жителей, а площадь насчитывала 1055 морга (морг — устаревшая единица измерения площади земли, примерно равная 0,56 гектара) с плоским расположением с почвами первого класса. С XIX века Хотылувом владели: Антоний Непецкий, Ян Гранатович, Эразм Маньковский, Анджей Рутте, Ян Вернера, Айзик Чарны, а с 1905 года — Иосиф Босяцкий.
29 мая 1943 года отряд народной гвардии «Алка» под руководством Якова Александро́вича овладел Хотылувом на некоторое время.

## Общие сведения

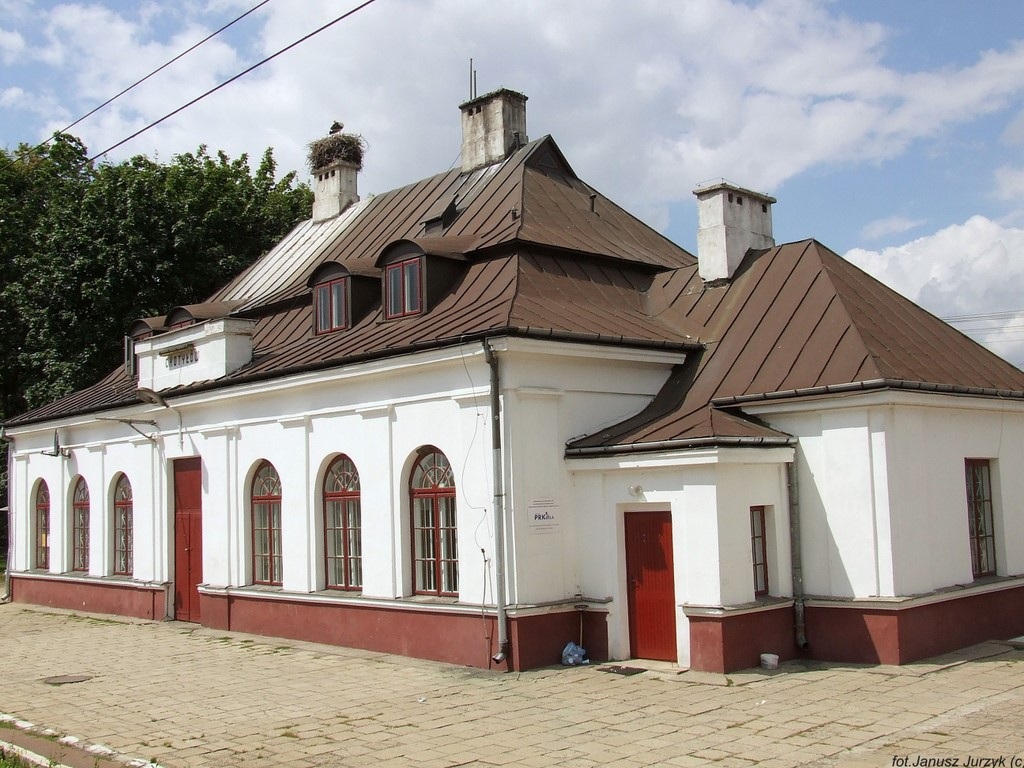
Здание вокзала

В деревне функционируют три образовательных учреждения: детский сад, начальная школа, государственная гимназия.
В селе действовал образованный в 1972 году футбольный клуб Лютня Хотылув (GLKS Lutnia, до 1998 года LPKS (Народный пожарный спортивный клуб) Lutnia Chotylów), который в конце 1990-х был переименован в Лютня Пищац. Самым большим достижением футболистов из Хотылува стали выступления в Белоподляско-Холмском межвоеводском классе в сезоне 1982/83. С 2009 года действует фан-клуб AZS Podlasie Biała Podlaska.
В селе находится кирпичный, оштукатуренный вокзал 1867 года, построенный в так называемом придворном стиле, капитально перестроенный в 1920-е годы. Фронтом обращен на север. На плане прямоугольник, с более узкими креплениями по бокам. Одноэтажный, с жилым чердаком. Фасады семиосевые, боковые трехосные, расчлененные упрощенными пилястрами, увенчанные упрощенной балкой; во передней трехосный центральный ризалит, вмещающий вестибюль. Окна закрыты полукругом. Крыша высокая, четырёхскатная, ломаная, с фасадами в нижней части, крытая листовым металлом, над тамбуром пагода.

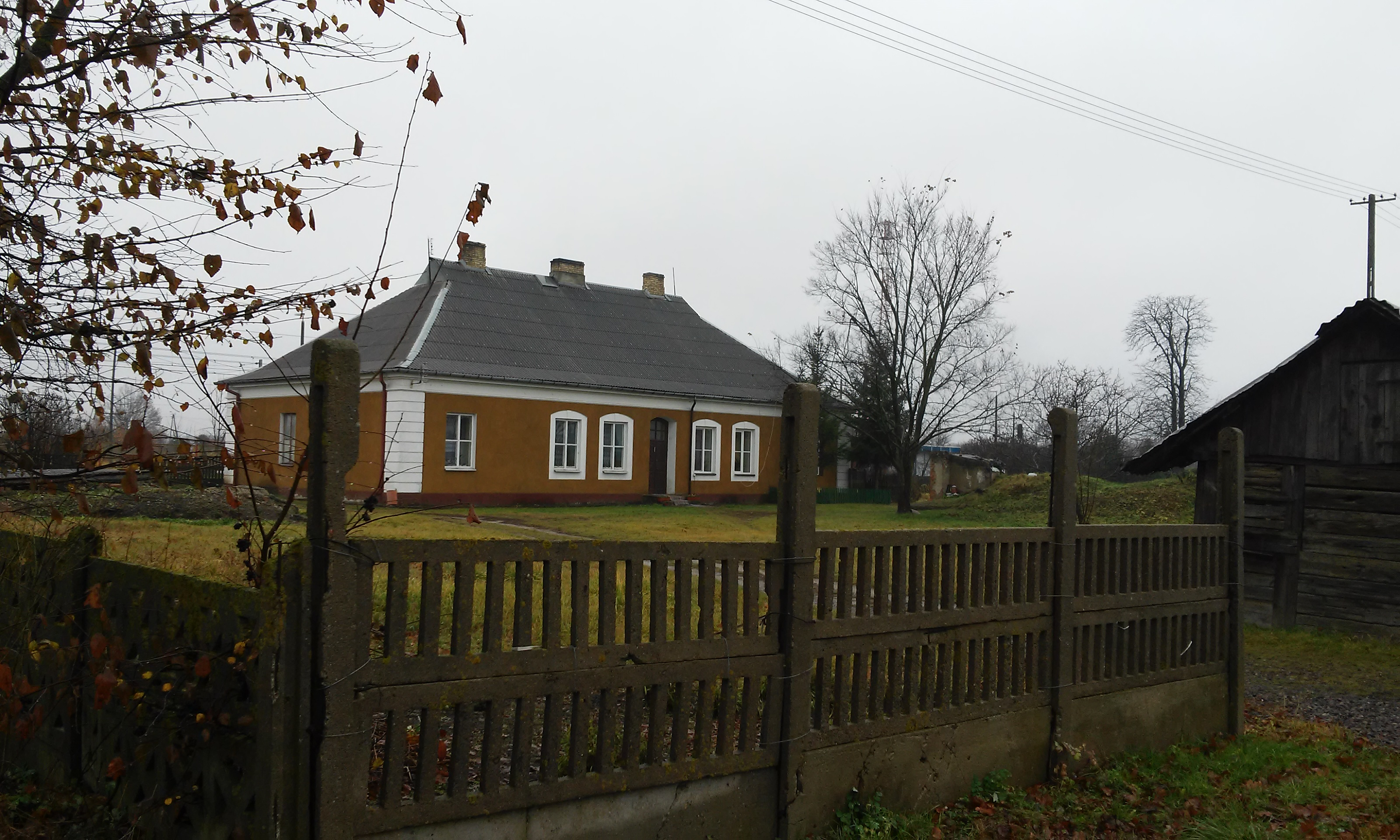
Дом обходчика

К западу от вокзала находится дом обходчика, ок. 1867 года постройки, кирпичная оштукатуренная кладка. Фронтом обращен на север, одноэтажный, семиосный. Фасады скошены по углам, отверстия прямоугольные, в широких полосах. Двускатная крыша, с металлическим покрытием.

## Население
Демографическая структура по состоянию на 31 марта 2011 года:
|         | Всего | До трудоспособного возраста | Трудоспособного возраста | Старше трудоспособного возраста |
| ------- | ----- | --------------------------- | ------------------------ | ------------------------------- |
| Мужчины | 458   | 99                          | 318                      | 41                              |
| Женщины | 483   | 98                          | 291                      | 94                              |
| Всего   | 941   | 197                         | 609                      | 135                             |